# Беспрекорна победа
Беспрекорна победа је трећи студијски албум београдског бенда, Мортал комбата. Објављен је 10. априла 2016. године, а на њему се налази 14 песама.
Аутор свих текстова је Милош Кричковић док је као аутор музике потписан читав састав који су поред њега чинили Милош Георгијевић (бас гитара), Марко Лазовић (соло гитара) и Стефан Џелетовић (бубњеви).